# Umount
umount – program, który służy do odmontowywania (operacja przeciwna do montowania) różnych urządzeń np. dysk twardy, lub CD-ROM.

## Przykłady użycia
- $ umount /mnt/cdrom - odmontowanie napędu CD-ROM podmontowanego w /mnt/cdrom
- $ umount /mnt/floppy - odmontowanie stacji dyskietek podmonotowanej w /mnt/floppy
- $ umount -l /mnt/floppy - tzw. "leniwe" odmontowanie, czyli odłączenie systemu plików bez czekania na osiągnięcie przez urządzenie stanu niezajętości (no busy). Opcja  l  pozwala na siłowe odmontowanie zajętych urządzeń i systemów plików w przypadku gdy zwykły  umount   generuje błędy typu  Device or resource busy .